# Weißkirchen an der Traun
Weißkirchen an der Traun là một đô thị thuộc huyện Wels-Land thuộc bang Oberösterreich, Áo. Đô thị Weißkirchen an der Traun có diện tích 22 km², dân số thời điểm năm 2006 là 2982 người.
Bản mẫu:Wels-Land